# Графтон (Австралія)

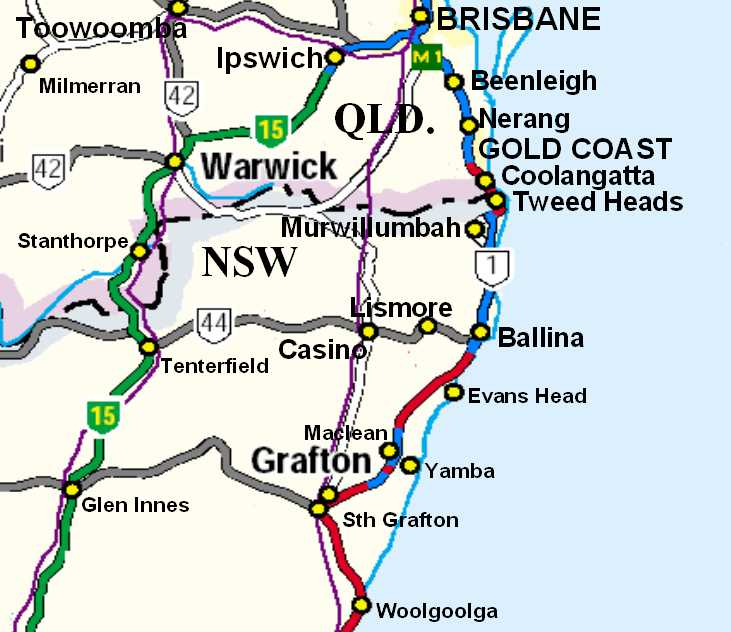
Автомобільне шосе до Графтона

Графтон (англ. Grafton) — комерційний центр у долині річки Кларенс. Заснований 1855 року, Графтон має багато історичних будівель та засаджений деревами на вулиці. Розташований приблизно за 630 кілометрів на північ від Сіднея та за 340 кілометрів на південь від Брисбену. До Графтона можна дістатись автотранспортом, залізницею або повітрям. За результатами перепису 2006 чисельність населення склала 17,501 чоловік.

## Історія
Графтон, подібно до інших поселень в області, первинно було засновано збирачами кедру.
Графтону було надано статус міста у 1885.
До місцевих галузей промисловості належать: заготівля лісу, розведення великої рогатої худоби, рибальство, виробництво цукру. Крім того істотною складовою місцевої економіки є туризм.

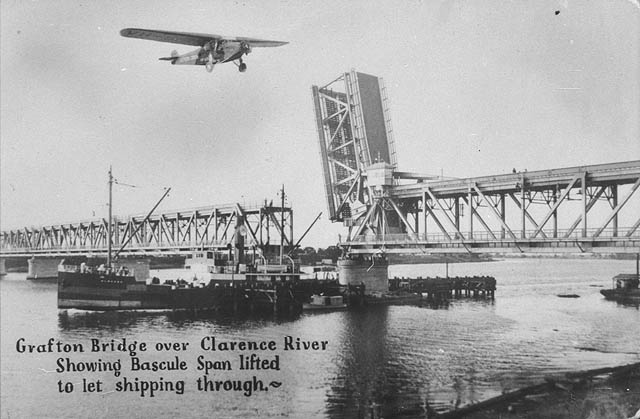
Міст Графтон

Місто також відоме завдяки залізничному мосту Графтон, який було відкрито у 1932. Зведення мосту було завершальним етапом у будівництві залізниці між Сіднеєм та Брисбеном. Цей міст — головна пам'ятка на річці Кларенс у Графтоні.

## Пам'ятки архітектури
Церква Христа, побудована архітектором Хорбурі у 1884 — є храмом англіканців у Графтоні.
Шефер Хаус — зведений у 1900 Дім Федерації. Являє собою музей історії та містить архіви ’’Історичного товариства Кларенс Рівер’’, які було сформовано у 1931.

## Промисловість
Харвудський завод — найстаріший діючий цукровий завод у Новому Південному Уельсі.

## Відомі вихідці з Графтону
- Сер Графтон Елліот Сміт (15 серпня 1871 — 1 січня 1937) — видатний анатом та палеонтолог.
- Сер Ерл Пейдж (8 серпня 1880 — 20 грудня 1961), Прем'єр-міністр Австралії 1939.
- Івен Гіффард Маккай (7 квітня 1882 — 30 вересня 1966) — генерал-лейтенант Австралійської армії.
- Доктор Елізабет Аннетт Ессекс-Коен (21 квітня 1940 — 21 березня 2004), отримала міжнародне визнання завдяки винаходу Глобальної системи місцезнаходження (GPS). Після її смерті було відкрито меморіальну дошку на школі, де вона навчалась.[3]
- Грем Вілсон — регбіст 1960-их років.
- Адам Екерслі — відомий музикант.

## Радіостанції
- 2GF 1206 AM/103.9 FM (комерційна)
- FM 104.7 (комерційна)
- JJJ 91.5 FM/96.1 FM
- ABC Northern Rivers 738 AM/94.5 FM
- Classic FM 97.9 FM/95.3 FM (класична музика)
- Radio National 99.5 FM/96.9 FM
- Racing Radio 101.5 FM
- Life FM 103.1

## Освіта
- Католицький коледж
- Вища школа Південного Графтона
- Вища школа Графтона
- http://www.standrewscs.nsw.edu.au [Архівовано 30 березня 2022 у Wayback Machine.] Християнська школа Святого Ендрю